# Сеута (футбольный клуб, 1996–2012)
«Сеута» (исп. AD Ceuta) — бывший испанский футбольный клуб из одноимённого автономного города на полуострове Тингитана. Клуб неофициально считался преемником существовавшего с 1972-го по 1991-й годы, клуба «Агрупасион Депортива Сеута». Домашние матчи проводил на стадионе «Альфонсо Мурубе», вмещающем 6 500 зрителей. В Примере и Сегунде команда никогда не выступала, лучшим результатом является 2-е место в Сегунде B в сезонах 1999/2000 и 2001/2002. В 2013 был объединён с «Атлетико Сеута» и возрождён под прежним названием.

## Прежние названия
- 1996—1997 — «Агрупасион Депортива Сеути Атлетико»
- 1997—2012 — «Сеута»

## Сезоны по дивизионам
- Сегунда B — 14 сезонов
- Терсера — 2 сезона

## Достижения
- Терсера
  - Победитель (2): 1996/97, 1997/98